# Modinha
Modinha é um gênero musical de canção sentimental brasileira e portuguesa, cultivada nos séculos XVIII e XIX. A modinha é marcada pela influência da ópera italiana. O termo modinha não deve ser confundido com o gênero moda, também de origem portuguesa. Para a pesquisadora Susana Sardo, o termo "moda" era empregado para representar as práticas musicais e coreografias mais comuns nas zonas rurais portuguesas, conceito que Manoel Joaquim Delgado também utiliza para se referir às tradições locais que caiam no gosto do povo português.   
No Brasil, a modinha é considerada como um dos primeiros ritmos que se tornaram realmente populares em várias partes do país. O Padre José Maurício foi um dos principais responsáveis por popularizar a modinha.    
Quando Dom João VI veio pro Brasil fugindo da guerra, e de Napoleão, trouxe também muitos músicos portugueses. E uma das suas primeiras medidas foi criar uma Capela Real. Pra cantar e tocar nas missas contavam com 50 cantores e 100 instrumentistas, sendo uma das maiores orquestras do mundo na época. Pra comandar essa orquestra, o Dom João chamou o Padre José Maurício, um músico brasileiro, negro, pobre e descendente de escravizados, foi compositor e considerado o maior improvisador do mundo. Suas músicas são tocadas e ensinadas até hoje, no Brasil e no mundo.

## Origens
Sobre as origens do termo "modinha", Monteiro (2018) apresenta três hipóteses: (1) Os portugueses que migraram para o Brasil durante o período colonial seriam os responsáveis pela aculturação dessas canções que caíram no gosto popular. (2) Conforme as referências bibliográficas de Fétis & Pougin (1878, p. 85), Nery (2016), Pimentel (1904) , Theophilo Braga (1867) é o dramaturgo António José da Silva , conhecido como "O Judeu" associado ao compositor Português António Teixeira, que são os responsáveis pelo fato de terem desenvolvido as modinhas em suas óperas na década de 1730. O compositor António Teixeira foi estudar música para Itália em 1716 com apenas 9 anos de idade tendo regressado em 1728, tendo composto muitas operas incluindo 'A vida de Dom Quixote e o gordo Sancho Pança' e 'Almacena', e também um 'Te Deum' de 20 vozes, e as modinhas de 'Guerras de Alecrim e Manjerona'. Quatro décadas mais tarde, e após sismo de 1755, (3) Domingos Caldas Barbosa, foi estudar direito em Coimbra, e teria desenvolvido a modinha brasileira (A partir de 1775, já há notícias  de sua atuação nos salões lisboetas).  

## Etimologia
Consonante às pesquisas recentes, Monteiro (2018, p. 137) aponta que o termo "modinha" de fato nasceu em terras brasileiras. O autor argumenta que o sufixo diminutivo "inha" era um traço  típico da sociedade brasileira à época e não de Portugal.  

## Instrumentação
Os instrumentos típicos acompanhadores das modinhas cultivadas em solo brasileiro em sua fase inicial foram: a viola de arame e a guitarra que, conforme cita Siqueira (1979, p.38), foram trazidas pelos colonizadores portugueses.  

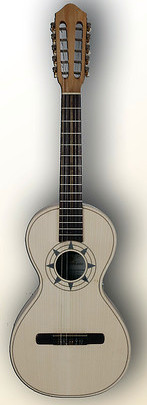
Viola de Arame

Apesar dos acompanhamentos em sua maioria terem sido escritos para violão ou viola de arame, Edilson Lima (2001) ressalta que algumas composições foram direcionadas aos instrumentos de teclado: 
"Em outras modinhas da série, entretanto, levando em consideração a escrita do baixo não arpejado, e até mesmo a tonalidade em que se encontram, diríamos não terem sido concebidas diretamente para violão ou viola, mas para teclado, o que não impediria serem acompanhadas por aqueles instrumentos. (LIMA 2001, p.18) 

## Cancioneiro brasileiro
No período entre 1808 e 1889 uma série de modinhas foi composta pelos compositores músicos da Capela Real do Rio de Janeiro. Influenciados pela técnica do Bel Canto italiano, elaboraram composições com um alto nível de erudição no que diz respeito à estrutura das linhas vocais delineadas. Outra peculiaridade entre os modinheiros da Capela Real era a utilização do piano como instrumento acompanhador (ver imagem ao lado).  
No século XX, após a extinção da Capela Real do Rio de Janeiro, as modinhas se mantiveram nas zonas interioranas do Brasil como parte das tradições de diversos povoados. Diferente do contexto palaciano, em que os músicos da Capela Real do Rio de Janeiro viviam, sua formação consistia dos seguintes instrumentos: violões, viola de arame, bandolim ou cavaquinho (SIQUEIRA, 1979, p. 128). Atualmente, apesar de alguns pesquisadores levantarem questões que delimitem o conteúdo nelas esboçado, em ambos os contextos a temática trata dos mesmos assuntos: amores não correspondidos, devaneios e protestos comedidos por ironias às injustiças praticadas pelos governantes à época.  

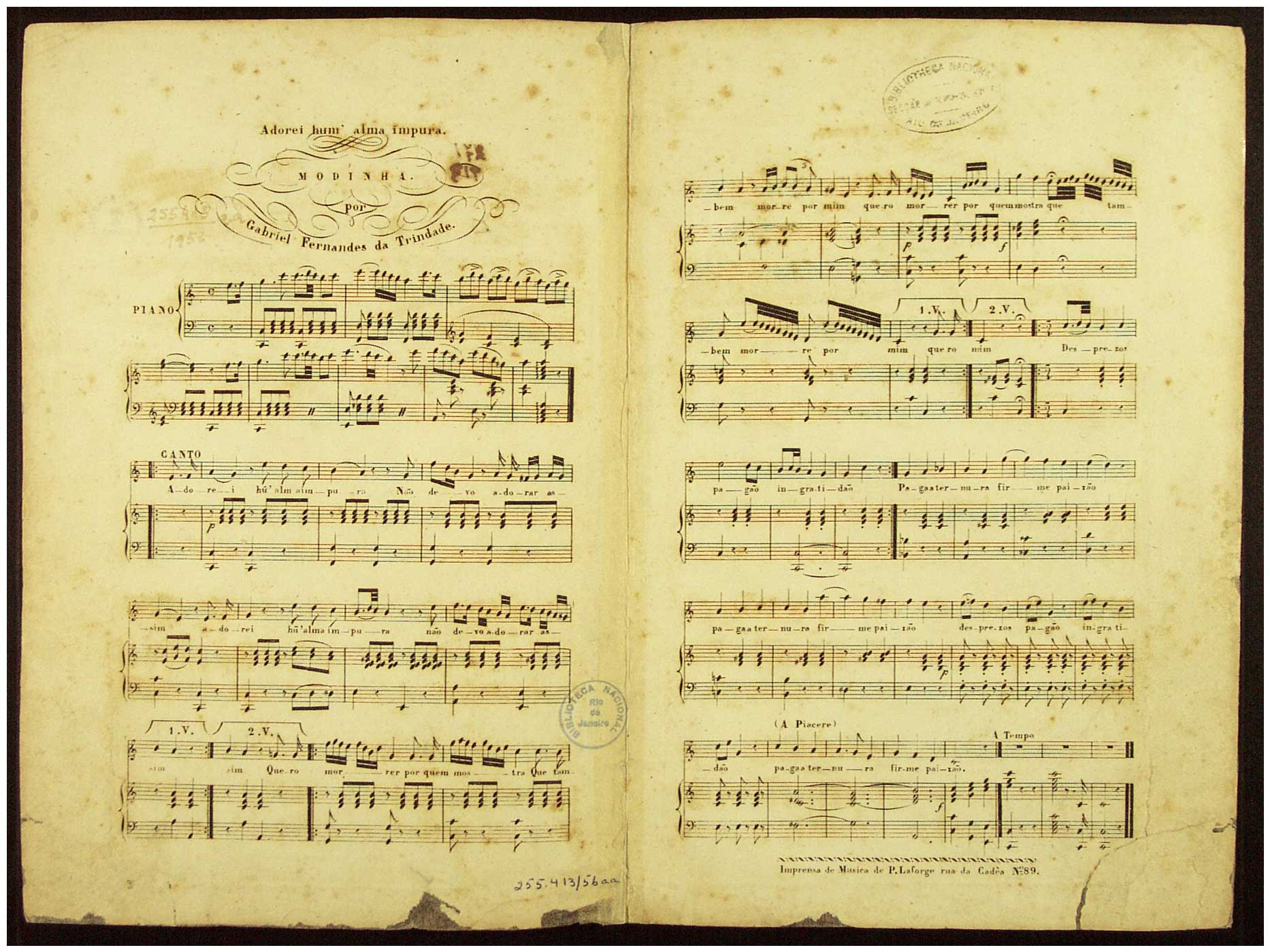
Modinha do compositor: Gabriel Fernandes da Trindade. Disponível no site da Biblioteca Nacional do Rio de Janeiro.

Antecedente do lundu e a ele muito associada em seu gênero de canção, a modinha foi, também, um fenômeno musical brasileiro mais tardio do século XIX. A modinha popularizou-se pelos territórios sob influência Portuguesa.

## A nacionalização definitiva da modinha
Mário de Andrade no verbete sobre a Modinha no Dicionário Musical Brasileiro, comenta que o samba-canção substitui gradualmente a modinha enquanto canção lírica solista.